# Société japonaise de didactique du français
La Société japonaise de didactique du français (SJDF, 日本フランス語教育学会) est une association qui regroupe des professeurs de français langue étrangère de tous les niveaux éducatifs, au Japon. Elle œuvre pour la promotion de l'enseignement du français dans le système éducatif local et favorise la réflexion sur les pratiques pédagogiques des enseignants. 
Créée en 1970 sous le nom d'Association Japonaise des Professeurs de Français (AJPF), elle est devenue la SJDF en 1989.
Elle organise deux congrès annuels et publie également une revue scientifique à cette occasion. Ces congrès peuvent avoir lieu au Japon ou à l'étranger dans le cadre d'un partenariat international.

## Origine
La constitution du champ des études françaises au sens large du terme remonte à 1946 au Japon, juste après la Deuxième Guerre mondiale, avec la création de la Société de la littérature française. Quelques années plus tard, les linguistes se sont rassemblés pour fonder la Société de la linguistique française en 1951. Ces deux Sociétés se sont regroupées ensuite en 1962 pour former la Société japonaise de langue et de littérature françaises (SJLLF) qui perdure jusqu'à nos jours. 
Une nouvelle association, l'Association de linguistique française, a été créée ensuite pour répondre aux sollicitations de linguistes japonais qui souhaitaient disposer de leur propre revue spécialisée, et elle a changé de nom pour devenir la Société japonaise de linguistique française en 1990. 
La SJLLF ainsi que l'Ambassade de France au Japon ont organisé de 1963 jusqu'en 2006, un stage d'été avec le soutien du ministère japonais de l'éducation afin de perfectionner la compétence en français, surtout orale, des professeurs japonais de français, et de pouvoir ainsi envoyer une vingtaine de professeurs en France l'année suivante. Ce stage se tenait au Japon dans une station estivale pendant deux semaines, avec des formateurs uniquement français, ce qui devait permettre aux stagiaires de préparer le stage pédagogique pour l'année suivante. Le mois de stage pédagogique en France, tenu au BELC aussi bien qu'au CAVILAM, ou parfois ailleurs, était une occasion rare d'échanger avec des collègues d'autres pays et de découvrir la diversité de l'enseignement du français. 

## Historique
C'est le 23 juillet 1969 que la Fédération internationale des professeurs de français (FIPF) est née à Paris en présence des délégués de vingt-six associations de professeurs de français du monde entier (Alexandre 1983), dont quatre professeurs japonais de français qui ont participé à l'Assemblée générale constitutive et au premier congrès de la FIPF. Cette volonté d’engagement dans la communauté internationale a été surtout le fait de Kobayashi Tadashi (1911-1975), professeur à l'université de Tokyo et spécialiste de Stendhal. C’est lui qui a invité la SJLLF à rejoindre la FIPF, soucieux d'être solidaire avec les enseignants-chercheurs du français dans le monde et pour la promotion d’une nouvelle méthodologie. Mais la réponse fut négative puisque la SJLLF a vocation à se consacrer, comme l’indiquent ses statuts, à la recherche sur la langue et la littérature françaises, sans intervenir directement sur l'enseignement du français. À l'appel de Kobayashi, 426 professeurs japonais et 24 francophones, de véritables pionniers, ont répondu présent afin de créer une nouvelle association, l'Association japonaise des professeurs de français (AJPF), qui a vu le jour à l'Institut franco-japonais de Tokyo le 11 mai 1970, dix mois après la manifestation de la FIPF à Paris.

### Premier colloque franco-japonais en 1970
La création de l'AJPF a été célébrée dans le cadre du premier colloque franco-japonais pour l'enseignement de la langue française au Japon, tenu du 21 avril au 16 mai 1970 à l'Athénée français de Tokyo. Ce premier colloque franco-japonais, constitué de neuf soirées, représente un tournant décisif avec treize interventions portant en majorité sur la méthodologie du français, animées par huit Français et cinq Japonais (Cortès 1970). Kobayashi, premier Président de l'AJPF et membre du Conseil d'administration de la FIPF (1969-1972, 1972-1975), a conclu le colloque par une réflexion rétrospective sur l'enseignement du français de la fin du XIXe siècle au temps présent, pour rappeler de manière succincte l'enjeu des débats qui ont eu lieu après la réforme éducative de 1947. Dans le système impérial avant la guerre, l'enseignement du français était presque réservé à sept lycées impériaux, avec seulement 255 élèves d’élite, la fine fleur de l'Archipel (Tanaka 2005). Ils suivaient onze cours de français de 50 minutes chaque semaine, pendant trois ans, soit plus de 900 heures passées à étudier le français. 

### De l'AJPF à la SJDF
Une des principales actions de l'AJPF a été la mise en place du Diplôme d'aptitude pratique au français (le DAPF) en 1981. Il s'agit d'un diplôme national de français, créé quatre ans avant le DELF/DALF, et cela à l'initiative de l'état-major de l'AJPF. En effet, il existe au Japon une culture nationale des diplômes et des certifications pour les langues étrangères, comme en témoigne l’existence d’un diplôme pour l'anglais mis en place dès 1963 et reconnu officiellement par le Ministère japonais de l'éducation en 1968. Le diplôme pour le français a suivi celui de l'anglais, et d'autres langues en ont fait de même à leur tour. La mise en place du diplôme national du français a exigé des efforts considérables, d'autant plus que le diplôme de l'anglais était presque le seul élément de comparaison avant l’arrivée du DELF/DALF au Japon, en 1991. D'où une coexistence parfois difficile, sinon une rivalité déclarée, entre les examens du DAPF et ceux du DELF/DALF ; le premier relève d’une culture éducative propre au Japon, alors que le DELF/DALF résulte directement de la politique linguistique de la France, voire de la politique linguistique européenne, dans le sens où ces diplômes ont adopté le calibrage prescrit par le CECR.
La création du DAPF par la direction de l'AJPF a permis de renforcer leur statut d’autorité dans le milieu universitaire, dans la mesure où les décideurs et les concepteurs du diplôme ont un droit de regard sur les étudiants aussi bien que les professeurs de langue. À côté l’AJPF et de la mise en œuvre du DAPF, d'autres mouvements associatifs se sont formés dans la région du Kansai ; soucieux de la qualité de l'enseignement du français en classe de langue, Nakamura Keisuke (1940 - ), professeur à l'université Ottemon, a monté un cercle pédagogique en 1983. L'objectif de ces réunions était de débattre des méthodes utilisées.  Ainsi, le groupe d'Osaka a nommé ce dispositif les Rencontres pédagogiques de Kansai (RPK), et celui de Tokyo la Journée pédagogique (JP).
La JP est organisée jusqu'à maintenant sous la tutelle de l'Université Dokkyo. Quant aux RPK, il s'agit d'un organisme entièrement bénévole qui prépare sa manifestation annuelle avec un secrétaire général et son équipe.  Avec le soutien du Service culturel de l’Ambassade de France, l'AJPF et l'Institut franco-japonais de Tokyo ont organisé en 1989 un séminaire de didactique du FLE à Tokyo, avec des formateurs français et japonais, et les anciens stagiaires ainsi que les formateurs japonais ont alors mis en place, en février 1990, une Association des didacticiens japonais dont le nom officiel en japonais est Pedagogie o kangaeru kai (Réunion pour la réflexion sur la pédagogie).
Tous les membres pratiquent certes l'enseignement du français dans les universités aussi bien que dans les lycées,  étant pour la plupart  des spécialistes de littérature ou de linguistique françaises. Le terme « didactique » évoque l'aspect plus scientifique de la discipline alors que la pédagogie peut mettre en avant « le sens de manière d'enseigner », en se confondant « avec méthode, méthodologie ou technique (...) puisque pédagogie peut parfois se comprendre aussi dans ces sens-là » . Le terme « didactique du français » est entré dans la vie associative au Japon au début des années 90, de sorte que les militants de l'enseignement du français,se réclamaient avant tout du terme de « pédagogie » pour présenter leurs travaux. Il a fallu attendre une conférence d'Henri Besse au congrès de printemps de la SJDF en 1997, intitulée « D'une linguistique trop appliquée à une didactique des langues trop éclatée » (Besse 1997), pour une meilleure justification et emploi de ces appellations souvent mal contrôlées. Si les professeurs de français adhéraient à l'AJPF, ce n'est pas parce qu'ils s'intéressaient à la pédagogie du français au sens où l'on entendait ce terme à l'époque, mais qu'ils pratiquaient comme les autres l'enseignement du français. 

### Stage et convention
Un stage de mars est mis en place chaque année au mois de mars à l'Institut français du Japon Tokyo, dans le cadre d'une convention tripartite entre l’Ambassade de France/ la SJLLF/ et la SJDF. Son objectif est de former en FLE les jeunes professeurs japonais de français des universités ou des lycées.
Stage à la suite duquel, les stagiaires volontaires sont envoyés, sur financement de l'Ambassade de France, en formation complémentaire l'été suivant sur de deux semaines au CLA de Besançon ou peuvent choisir de s’inscrire au DUFLE (formation diplômante sur un an) organisé par l’Institut français de Tokyo en partenaire avec l’Université du Maine.
La participation des membres de la SJDF concernant l'organisation de ces stages permet donc de promouvoir la formation des enseignants de français à une échelle internationale ainsi que les échanges sur le terrain entre professeurs natifs et non-natifs.

### Essor vers la communauté internationale

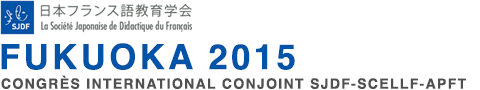
Colloque International de Fukuoka 2015

Le congrès mondial à Tokyo a eu lieu en août 1996, avec 987 professeurs du français du monde entier, dont 353 professeurs du Japon. Un des objectifs majeurs de l'association était l'invitation d’un congrès mondial. L'AJPF a changé son nom en français pour celui de Société japonaise de didactique du français (SJDF) en 1996, ainsi que ses statuts, de nature à ce que l'association puisse travailler de façon plus active dans le domaine de la didactique du français. Les modifications touchent surtout à l'élection du président et des membres du conseil d'administration. 
La SJDF a  pris entièrement à son compte la responsabilité de recruter les conférenciers en fonction de ses intérêts. Si le congrès mondial n'a pas été organisé à l'unanimité des membres, beaucoup d’entre eux ont commencé à s'engager de manière dynamique dans les manifestations de la FIPF : le congrès de Paris en 2000 a rassemblé plus de 50 professeurs du Japon, de même que celui d'Atlanta en 2004, ou celui de Québec en 2008, ou encore celui de Durban en 2012. Ils y participent de manière assez régulière. 
De plus, le congrès régional de la Commission d'Asie-Pacifique (CAP) de la FIPF, initié par les Taïwanais en 2006, suivi par les Australiens en 2010 et les Indiens en 2013, attire également l'attention des membres, et l’édition 2017 aura lieu à Kyoto. La participation des membres aux colloques à l'étranger est en progression, et des colloques en didactiques des langues sont organisés régulièrement  ce qui fait que la visibilité des membres sur la scène internationale et leurs contacts avec des chercheurs étrangers se développent d'année en année. La coopération internationale de la SJDF se déploie aussi dans la vie associative de la FIPF ; des postes de membres du Conseil d'administration, de Vice-Président, de Président du CAP ont été respectivement pris en charge par des membres de la SJDF, de façon à témoigner de notre engagement dans la communauté internationale.  

### Diffusion de la didactique contextualisée dans le monde
De 1972 à 2005, l'AJPF a publié une revue annuelle intitulée Enseignement du français au Japon, et elle publiait des comptes rendus d'expérience pédagogique, sans s'intéresser au fond à la didactique du FLE. 
En 2005, cette revue est entièrement renouvelée pour devenir la Revue japonaise de didactique du français. La nouvelle formule est constituée de deux volumes, Études didactiques et Études françaises et francophones. La présentation en deux volumes de la revue résulte de la réforme universitaire.  La revue de la SJDF bénéficie également d'une subvention annuelle de l'Ambassade de France.
La revue de la SJDF permet aussi d’encourager les échanges internationaux avec les collègues de la CAP. La coopération bilatérale se développe plus particulièrement avec la Corée sous la forme d'un échange d’article avec la revue Synergie Corée, un des meilleurs articles de chaque revue étant publié par l’autre.